# Station Helmond Brouwhuis
Station Helmond Brouwhuis is een station in de stad Helmond gelegen aan de lijn Eindhoven - Venlo. Het station dient als halte voor de inwoners van de Helmondse wijken Brouwhuis en Rijpelberg.
Het station werd geopend op 1 juni 1986 en is een voorbeeld van een voorstadshalte en is ontworpen door ir. Rob Steenhuis.
Bij het station zijn een onbewaakte fietsenstalling en fietskluizen aanwezig. Aan de zuidzijde van het station is er parkeergelegenheid voor auto's.

## Verbindingen
De volgende treinseries halteren in de dienstregeling 2025 te Helmond Brouwhuis:
| Serie | Treinsoort    | Route                                                                              | Bijzonderheden |
| ----- | ------------- | ---------------------------------------------------------------------------------- | --- |
| 4400  | Sprinter (NS) | Oss – 's-Hertogenbosch – Eindhoven Centraal – Helmond – Helmond Brouwhuis – Deurne | Rijdt in de ochtendspits van maandag t/m donderdag twee ritten van/naar Oss, waarbij richting Oss non-stop wordt gereden tussen 's-Hertogenbosch en Oss. |
| 14400 | Sprinter (NS) | Eindhoven Centraal – Helmond – Helmond Brouwhuis – Deurne                          | Rijdt alleen op woensdag- en donderdagavond na 23:00 als vervanging van sprinter 4400 en alleen richting Deurne.                                         |

## Ontwikkeling aantal reizigers
Het aantal door NS vervoerde reizigers (per gemiddelde werkdag) ontwikkelde zich sedert 2019 als volgt:
| Jaar | Aantal reizigers |
| ---- | ---------------- |
| 2019 | 1.839            |
| 2020 | 928              |
| 2021 | 974              |
| 2022 | 1.312            |
| 2023 | 1.483            |
| 2024 | 1.437            |

## Afbeeldingen

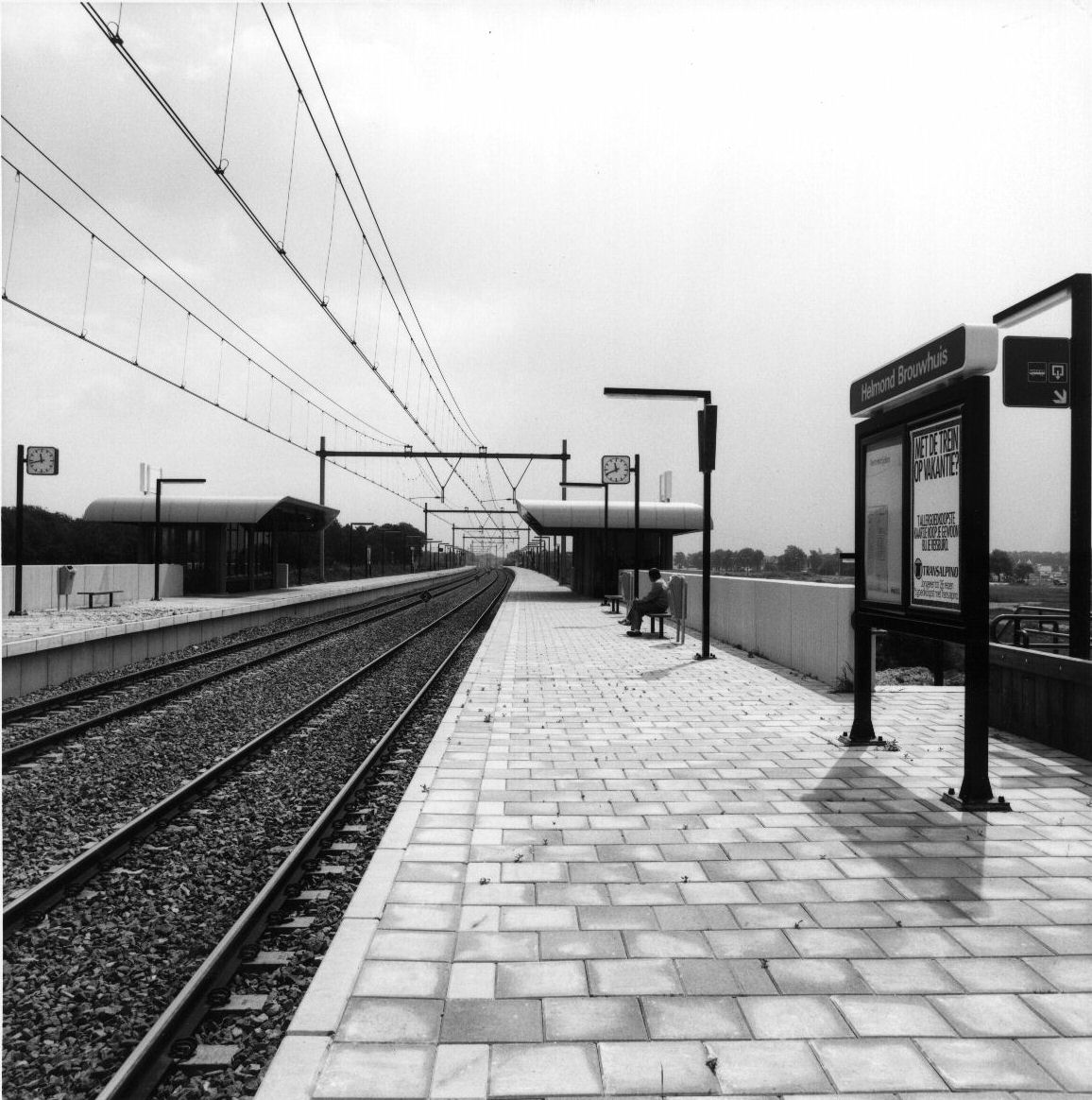
Het station in 1987
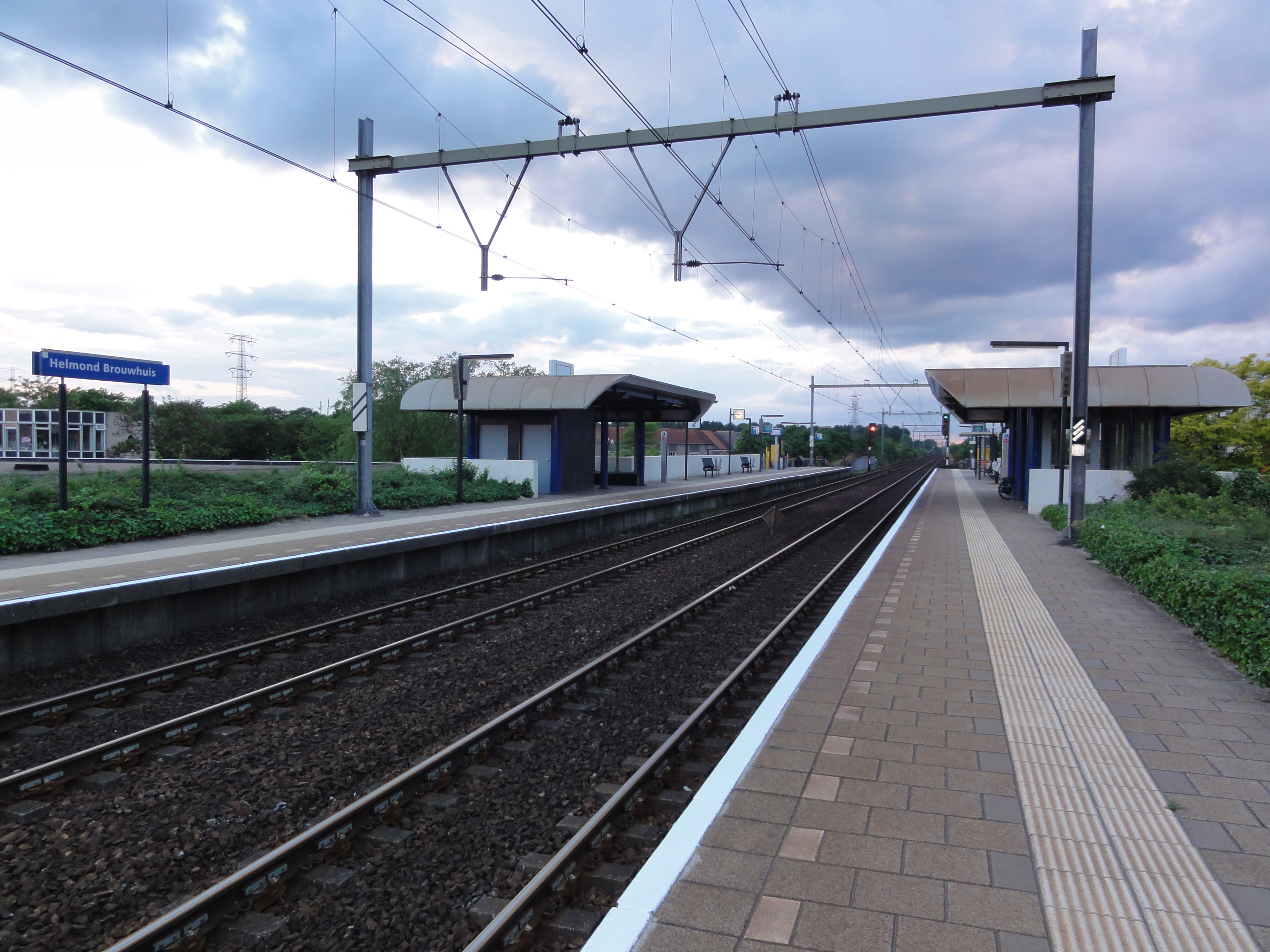
De perrons
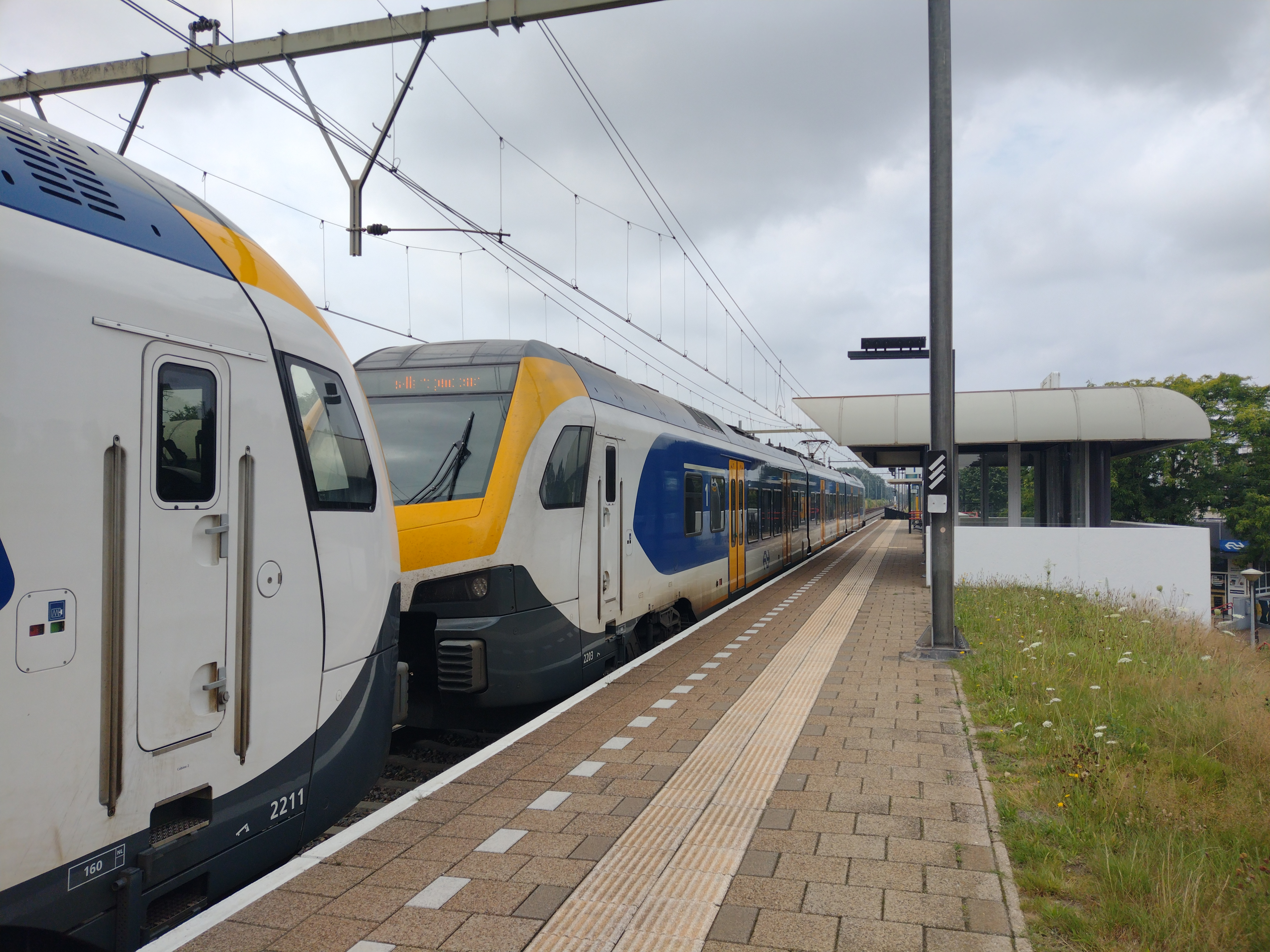
NS FLIRT op het station

Bergen op Zoom · 
Best · 
Boxmeer · 
Boxtel · 
Breda · 
-Prinsenbeek · 
Cuijk · 
Deurne · 
Eindhoven:
-Centraal · 
-Stadion · 
-Strijp-S ·
Etten-Leur · 
Geldrop · 
Gilze-Rijen · 
Heeze · 
Helmond · 
-Brandevoort ·
-Brouwhuis · 
-'t Hout · 
's-Hertogenbosch · 
-Oost · 
Lage Zwaluwe · 
Maarheeze · 
Oisterwijk · 
Oss ·
-West · 
Oudenbosch · 
Ravenstein · 
Roosendaal · 
Rosmalen · 
Tilburg · 
-Reeshof · 
-Universiteit · 
Vierlingsbeek · 
Vught · 
Zevenbergen
Voormalige stations: zie de lijst van voormalige spoorwegstations in Noord-Brabant